# Чуенгчароэнсукинг, Чутимон
Чутимон Чынчарынсукйин (тайск. ชุติมณฑน์ จึงเจริญสุขยิ่ง;
2 февраля 1996 года) — таиландская актриса и фотомодель. Более известна под сценическим псевдонимом Окбэп (тайск. ออกแบบ). Лауреат многочисленных кинопремий, а также первая актриса Таиланда, удостоенная награды «Восходящая кинозвезда Азии» на Нью-йоркском фестивале азиатского кино. В настоящее время — студентка университета Чулалонгкорна.

## Фильмография
- 2017 — Плохой гений / Bad Genius / ฉลาดเกมส์โกง — Линн
- 2017 — Умри завтра / Die Tomorrow / ดายทูมอร์โรว์ — Сом
- 2019 — Счастливого старого года / Happy Old Year / ฮาวทูทิ้ง ทิ้งอย่างไรไม่ให้เหลือเธอ — Джин
- 2021 — На посошок / One for the Road / วันสุดท้าย..ก่อนบายเธอ — Нуна
- 2022 — Демоны внутри / Faces of Anne — Анна
- 2023 — Голод / Hunger / คนหิว เกมกระหาย — Аой